# 张良 (十六国)
张良（?—?），十六国时后赵大臣。
张良家富佞佛，积聚无已。后赵石勒称王时，张良和张离等一起担任门生主书，司禁胡人不得侮易汉族士人。石虎时张良为侍中、尚书，太宁元年（349年），石虎由天王称皇帝，任命张良为尚书右仆射。梁犊起义，张良为征西将军，跟从大都督李农、燕王石斌、征虏将军石闵一起率军镇压梁犊起义军，大败。